# Virilis Tesserae
Virilis Tesserae zijn een reeks van tesserae op de planeet Venus. Virilis Tesserae werden in 1985 genoemd naar Virilis, en van de namen van Fortuna, de Romeinse godin van het toeval.
De tesserae hebben een diameter van 782 kilometer en bevinden zich in de quadrangles Pandrosos Dorsa (V-5) en Metis Mons (V-6).